# Beatrice Omwanza
Beatrice Omwanza, née le 24 février 1974, est une athlète kényane, spécialiste des courses de fond et de marathon.

## Carrière
Elle a remporté le marathon de Paris en 2003. La même année, elle a également remporté le marathon de Reims. En 2005, elle a remporté le marathon de Turin. 
Elle a également participé à l'épreuve du marathon lors des championnats du monde d'athlétisme 2005 et a terminé en 29e position.